# Eugenio Torre
Eugenio Torre (* 4. listopadu 1951 Iloilo City) je filipínský šachista. Ve dvaadvaceti letech získal jako první asijský hráč titul mezinárodního velmistra. V roce 1976 se dostal do Klubu Michaila Čigorina, když na turnaji v Manile porazil úřadujícího mistra světa Antolije Karpova. V osmdesátých letech dosáhl nejvyššího hodnocení Elo 2580 a patřil mezi dvacítku nejlepších světových šachistů, zúčastnil se také turnaje kandidátů v cyklu 1982–84, kde vypadl ve čtvrtfinále se Zoltánem Riblim. Je rekordmanem v účasti na šachových olympiádách: reprezentoval Filipíny třiadvacetkrát, z toho osmnáctkrát byl na první šachovnici. Nejlepším výsledkem filipínského týmu bylo sedmé místo v roce 1988, na šachové olympiádě 2016 v Baku měl Torre ze všech účastníků nejlepší individuální bilanci (devět výher, dvě remízy, žádná porážka). Je rovněž stříbrným medailistou ze soutěže šachových družstev na Asijských hrách roku 2010 a čtyřikrát vyhrál mistrovství Asie v šachu družstev (1977, 1979, 1981 a 1983).
Známé bylo také jeho přátelství s Bobbym Fischerem, jemuž v roce 1992 dělal sekundanta při utkání proti Borisovi Spasskému na ostrově Sveti Stefan.
Byla mu udělena Gusiho mírová cena a Výroční cena Asociace filipínských sportovních novinářů.